# Pactar con el gato
Pactar con el gato (Pactar amb el gat) es un largometraje español de 2007 escrito y dirigido por Joan Marimón Padrosa. Ambientada en las azoteas del barrio barcelonés de Gràcia, parte de la idea «en una pareja domina quien ama menos». El guion contó con la colaboración de la dramaturga Violeta Llueca, que además decidió el título actual e interpreta a la protagonista, Alicia. La cinta logró diez nominaciones en los VI Premis Barcelona de Cinema y obtuvo el Prix Démon en la Biennale du Cinéma Espagnol d’Annecy.

## Sinopsis
Julia (Rose Avalon), de 17 años, ama en secreto a su tío David (Alberto Jiménez), veterinario que cuida a su gata tuerta. Cuando la gata desaparece, Julia convence a David y a su amigo Aparisi (Pau Roca) para buscarla en los tejados de Gràcia. Allí conocen a Alicia (Violeta Llueca), una vecina obsesionada con los ruidos, y descubren que la búsqueda pondrá a prueba sus sentimientos.

## Reparto
| Actor               | Personaje           |
| ------------------- | ------------------- |
| Alberto Jiménez     | David               |
| Violeta Llueca      | Alicia              |
| Pau Roca            | Aparisi             |
| Rose Avalon         | Julia               |
| Belén Fabra         | Sara                |
| Edu Soto            | Detective de ruidos |
| Vicky Peña          | Consuelo            |
| Ma-Anne Valmeo      | Vecina asiática 1   |
| Criselda Naldoza    | Vecina asiática 2   |
| Núria Megías        | Núria               |
| Alfredo Castellanos | Alfredo             |
| Mercè Comas         | Carme               |

## Producción
Compañías
Marimón Padrosa S. L. (71 %) y Televisió de Catalunya S. A. (29 %).
Rodaje
2 nov 2005 – 7 feb 2006, azoteas de Barcelona.
Fotografía
Prandi filmó en 35 mm Scope con luz natural para resaltar la verticalidad.
Música
Partitura de Mercedes Pérez, Aleix Pitarch y Pere Monterde.

## Estreno y difusión
Estrenada en salas españolas el 7 de septiembre de 2007 y distribuida por Barton Films.  
Emitida en televisión el 25 de octubre de 2014 dentro del programa «Sala 33» de TV3.

## Recepción
- FilmAffinity: 4,6 / 10 (58 votos).[5]
- IMDb: 6,0 / 10.[6]
- DeCine21 la describe como «un drama con tintes de humor sobre amores no correspondidos donde las azoteas se convierten en un personaje más».[7]

## Premios y nominaciones
| Año  | Premio                        | Categoría                                          | Resultado | Ref.  |
| ---- | ----------------------------- | -------------------------------------------------- | --------- | ----- |
| 2007 | VI Premis Barcelona de Cinema | 10 nominaciones (Película, Dirección, Guion, etc.) | Nominada  | [ 8 ] |
| 2008 | Biennale d’Annecy             | Prix Démon                                         | Ganadora  | [ 9 ] |

## Publicaciones
- Joan Marimón Padrosa: Pactar con el gato. Barcelona, Octaedro, 2009. ISBN 978-84-9921-123-4.[10]